# Liste der Seen im Appenzell
Die folgende Liste enthält benannte Seen und andere Stillgewässer der Kantone Appenzell Ausserrhoden und Appenzell Innerrhoden.
| Bild | Name des Sees  | Kanton                 | Gemeinde(n) | Zufluss      | Abfluss | Fläche in km² | Höhe über Meer | Maximale Tiefe in Meter | Koordinaten     |
| ---- | -------------- | ---------------------- | ----------- | ------------ | ------- | ------------- | -------------- | ----------------------- | --------------- |
|      | Fälensee       | Appenzell Innerrhoden  | Rüte        |              |         | 0,116         | 1452 m ü. M.   |                         | 749797 / 235271 |
|      | Forstseeli     | Appenzell Innerrhoden  | Rüte        |              |         | 0,004         | 1196 m ü. M.   |                         | 755249 / 242254 |
|      | Gäbrisseeli    | Appenzell Ausserrhoden | Gais        |              |         | 0,004         | 1164 m ü. M.   |                         | 754187 / 249916 |
|      | Oberchellensee | Appenzell Innerrhoden  | Schwende    |              |         | 0,002         | 1638 m ü. M.   |                         | 747196 / 235153 |
|      | Sämtisersee    | Appenzell Innerrhoden  | Rüte        | Sämtiserbach |         | 0,172         | 1209 m ü. M.   |                         | 752767 / 237516 |
|      | Seealpsee      | Appenzell Innerrhoden  | Schwende    |              |         | 0,130         | 1141 m ü. M.   | 15                      | 748444 / 237121 |
|      | Wildseeli      | Appenzell Innerrhoden  | Rüte        |              |         | 0,001         | 1903 m ü. M.   |                         | 747320 / 234034 |
|      |                |                        |             |              |         |               |                |                         |                 |

Siehe auch: Liste der grössten Seen in der Schweiz